# U-75号潜艇 (1916年)
陛下之75号潜艇是德意志帝国海军建造的UE-I型潜艇或称U艇的五号艇。它由汉堡的伏尔铿船厂承建，于1916年1月30日下水，至同年3月26日交付使用。U-75号是在第一次世界大战期间服役的329艘德国潜艇之一，曾参加过大西洋潜艇战。在其七次巡逻中，共击沉协约国或中立国的8艘商船（16913总吨）、1艘军舰（10850吨）和3艘辅助军舰（1434总吨），其中包括正搭载着时任英国战争大臣基奇纳伯爵前往俄国的汉普郡号装甲巡洋舰。1917年12月13日，U-75号在泰尔斯海灵岛附近触雷沉没，造成23名船员阵亡。

## 设计
U-75号是德意志帝国海军潜艇局（U-Boot-Inspektion）于1914年底开发的UE级布雷潜艇（UE-I型）的五号艇，这是官方设计的第45号方案，计划具有更长的续航里程以及较短的工期。
U-75号为单壳体远洋潜艇，配有鞍形水柜。其全长为56.80米；舷宽5.90米，当中的耐压壳体宽为5米；有4.86米的吃水深度。其水上排水量为755吨，水下为832吨。艇只搭载有可在水上使用的两台奔驰六缸四冲程（S6 Ln型）柴油发动机，总功率为900匹公制馬力（662千瓦特）；以及可在水下使用的西门子-舒克特双电动发电机，总功率同样为900匹公制馬力（662千瓦特）。与其他远洋潜艇相比，它的机动性能较弱。这些发动机用以驱动双轴、每根轴各一个直径为1.41米的螺旋桨，从而使艇只在水上的最高速度达9.9節（18.3每小時），在水下的最高航速则为7.9節（14.6每小時）。艇只可以7節（13每小時）的速度在水上巡航7,880海里（14,590），或以4節（7.4每小時）的速度在水下巡航83海里（154）。它的潜航深度为50米。
U-75号的主要任务是布雷，舱内最多可搭载38枚水雷，它们是通过艇艉的两条弹射井道向后布设。因此，这不是一款用于发动鱼雷攻击的潜艇。然而，U-75号仍在左舷艏部和右舷艉部分别装备了一具鱼雷发射管用于自卫，并可携带合共4枚鱼雷。两具管道都位于耐压壳体外侧，因此只有在潜艇浮出水面时才能进行操纵和装填。此外，该艇在司令塔后方的艉部甲板上还装备有一门88毫米30倍径速射炮用于水面作战。其标准船员编制为4名军官及28名水兵。

## 历史
U-75号是由德意志帝国海军作为E项战时订单（Kriegsauftrag E）于1915年3月9日向汉堡的伏尔铿船厂订购，建造编号为57。艇只于1916年1月30日下水，至同年3月26日在首任艇长、海军上尉库尔特·拜岑的指挥下正式交付使用。在拜岑之后，弗里茨·施莫林上尉（1917年5月2日－12月13日）也曾担任过U-75号艇长。自1916年6月29日起，U-75号被编入北海的第一潜艇区舰队服役，并一直隶属于该部队至意外沉没。
第一次世界大战期间，U-75号曾在北大西洋东部和北冰洋完成七次巡逻（含布雷任务），共击沉协约国或中立国容积总吨为16913吨的8艘商船、3艘辅助军舰（1434总吨）和1艘军舰。其中，排水量为10850吨的英国装甲巡洋舰汉普郡号是吨位最大的受害者，它于1916年6月5日在九级烈风中驶入了拜岑于5月底在奥克尼群岛以西布设的雷区，从而触雷沉没。在逾700人的遇难者名单中，有时任英国战争大臣基奇纳伯爵，他正率领外交使团搭乘汉普郡号前往俄国进行国事访问。围绕基奇纳之死的各种阴谋论层出不穷。有传言称，基奇纳是爱尔兰分裂分子或英国反对派谋杀阴谋的受害者。然而更为合理的解释是，德国海军通过解密的英国无线电码本知悉了奥克尼以西的安全措施，并根据这一结论立即部署了一次特别行动。U-75号由此被派往相关海域布雷。此外，U-75号还在白海的出入口航道布设了雷区，导致俄国公文船科夫达号和英国货轮艾通号相继沉没，英国海军拖网船北极王子号（HMT Arctic Prince）也因此而受损。
1917年12月13日，U-75号在两艘扫雷舰的护送下穿过黑尔戈兰岛周边的雷区，前往“黄标”出口航道。当确保扫雷舰接管引导德国货轮北方之星号（Nordstern）后，潜艇继续巡逻行动。不久之后，U-75号便在泰尔斯海灵岛以北的一片雷区中触雷。部分船员登上甲板，发射了足以让北方之星号看见的信号弹。待后者完成掉头并抵达潜艇的沉没地点（53°59′N 5°24′E / 53.983°N 5.400°E）时，仍救起了8名船员。幸存者中包括时任艇长、海军上尉弗里茨·施莫林。有证据表明，该雷区是由英国潜艇E51号特意布设在德国的安全出口航道上。早在十多天前，即1917年11月29日，德国潜艇UB-61号便在同一片海域因此沉没。U-75号的螺旋桨如今被保存在基尔附近的拉博海军纪念馆内。

## 袭击历史摘要
| 日期           | 船名                  | 船籍           | 吨位  | 结局       |
| -------------- | --------------------- | -------------- | ----- | ---------- |
| 1916年6月5日   | 汉普郡号              | 英國皇家海軍   | 10850 | 击沉       |
| 1916年6月22日  | 桂冠号                | 英國皇家海軍   | 81    | 击沉       |
| 1916年8月7日   | 约翰·海伊号           | 英國皇家海軍   | 228   | 击沉       |
| 1916年8月12日  | 科夫达号              | 俄羅斯帝國海軍 | 1125  | 击沉       |
| 1916年9月20日  | 艾通号                | 英国           | 2831  | 击沉       |
| 1916年11月16日 | 芬娅号                | 丹麦           | 433   | 击沉       |
| 1916年11月22日 | 预备号                | 瑞典           | 1700  | 缴作战利品 |
| 1916年11月23日 | 亚瑟号                | 瑞典           | 1435  | 击沉       |
| 1917年4月9日   | 甘斯莱号              | 俄罗斯         | 1273  | 击沉       |
| 1917年4月15日  | 北极王子号            | 英國皇家海軍   | 194   | 击伤       |
| 1917年8月10日  | 索格里姆特号          | 挪威           | 1037  | 击沉       |
| 1917年8月16日  | 巴拉汀号              | 英国           | 2110  | 击沉       |
| 1917年9月3日   | 特雷瓦宾号            | 英国           | 4163  | 击沉       |
| 1917年11月22日 | 伊德瓦尔王号          | 英国           | 3631  | 击沉       |
| 1917年12月10日 | 光环号                | 英国           | 3998  | 击伤       |
| 1918年9月2日   | 阿丽雅德妮·克莉丝汀号 | 英国           | 3550  | 击伤       |

## 脚注
1. ↑  Helgason, Guðmundur. . German and Austrian U-boats of World War I - Kaiserliche Marine - Uboat.net.   [2015-01-18].
2. 1 2 3  Gröner 1991，第10–11頁.
3. 1 2  Helgason, Guðmundur. . German and Austrian U-boats of World War I - Kaiserliche Marine - Uboat.net.   [2015-01-18].
4. 1 2  Helgason, Guðmundur. . German and Austrian U-boats of World War I - Kaiserliche Marine - Uboat.net.   [2015-01-18].
5. ↑  Helgason, Guðmundur. . German and Austrian U-boats of World War I - Kaiserliche Marine - Uboat.net.   [2010-01-24].
6. ↑  Herzog，第48頁.
7. ↑  Herzog，第136頁.
8. ↑  Herzog，第123頁.
9. ↑  Herzog，第68頁.
10. ↑  Herzog，第120頁.
11. ↑  Helgason, Guðmundur. . German and Austrian U-boats of World War I - Kaiserliche Marine - Uboat.net.   [2021-11-01].
12. ↑  .   [2021-11-01]. （原始内容存档于2013-03-24）.
13. ↑  . Der Spiegel. 1959, (22)  [2021-11-01]. ISSN 0038-7452. （原始内容存档于2019-04-15）.
14. ↑  Helgason, Guðmundur. . German and Austrian U-boats of World War I - Kaiserliche Marine - Uboat.net.   [2021-11-01].
15. ↑  Helgason, Guðmundur. . German and Austrian U-boats of World War I - Kaiserliche Marine - Uboat.net.   [2021-11-01].
16. ↑  Helgason, Guðmundur. . German and Austrian U-boats of World War I - Kaiserliche Marine - Uboat.net.   [2021-11-01].
17. ↑  Kemp，第40頁.
18. ↑  Herzog，第90頁.
19. ↑  . Deutscher Marinebund.   [2021-11-01]. （原始内容存档于2021-04-18）.
20. ↑  Helgason, Guðmundur. . German and Austrian U-boats of World War I - Kaiserliche Marine - Uboat.net.   [18 January 2015].